# Leptotila
Leptotila är ett släkte med fåglar i familjen duvor inom ordningen duvfåglar med tio arter som förekommer från sydligaste USA till nordöstra Argentina:
- Ljuspannad duva (L. verreauxi)
- Yucatánduva (L. jamaicensis)
- Yungasduva (L. megalura)
- Gråpannad duva (L. rufaxilla)
- Gråbröstad duva (L. cassinii)
- Tolimaduva (L. conoveri)
- Ockrabukig duva (L. ochraceiventris)
- Gråhuvad duva (L. plumbeiceps)
- Blekduva (L. pallida)
- Grenadaduva (L. wellsi)